# Profondeurs
Profondeurs (Djup) est un roman suédois de Henning Mankell paru en 2004, et traduit en français en 2008.

## L'intrigue du roman
Le roman, dont l'action se déroule en 1914, a pour héros Lars Tobiasson-Svartman, un jeune ingénieur naval qui, à bord du Svea, navire de la défense navale suédoise, recherche des chenaux navigables entre les îles fictives d'un archipel situé dans la région de Västervik au sud de Stockholm. Il découvre sur la petite île Halsskär, Sara Fredrika, une femme qui y vit seule et devient son amante, tout en continuant à entretenir un foyer officiel à Stockholm, avec sa femme Kristina.

## Éditions
Édition originale en suédois
- (sv) Henning Mankell (auteur), Djup, Stockholm, Leopard, 2004, 300 p. (ISBN 91-7343-069-2)

Éditions en français
- Henning Mankell (auteur) et Rémi Cassaigne (traducteur) (trad. du suédois), Profondeurs : roman [« Djup »], Paris, Seuil, 10 janvier 2008, 343 p. (ISBN 978-2-02-080324-3, BNF 41204882)
- Henning Mankell (auteur) et Rémi Cassaigne (traducteur) (trad. du suédois), Profondeurs : roman [« Djup »], Paris, Points, 15 janvier 2009, 347 p. (ISBN 978-2-7578-1154-2, BNF 41424942)